# Florita (revista)
Florita fue una revista juvenil femenina publicada en España a partir de 1949 por Ediciones Cliper e Hispano Americana, sucesivamente, y que también se exportó a Latinoamérica. Tuvo dos épocas diferenciadas: 

## Primera época: 1949
Animado por el éxito del tebeo de aventuras "El Coyote" (1947), Germán Plaza empezó a probar con otros géneros: El humor con "Nicolas" (1948) y la historieta romántica para chicas con "Florita" (1949).
Con un formato de 26 x 18 cm. e impresión de gran calidad, incluía secciones didácticas e historietas. Entre las primeras, Terenci Moix menciona las siguientes:
| Nombre                               | Asunto                         |
| ------------------------------------ | ------------------------------ |
| Pequeños defectos que debes corregir | Civismo                        |
| Creaciones de Florita                | Vestidos                       |
| Decoración                           |                                |
| Vidas ejemplares                     | Biografías de mujeres célebres |
| Golosinas de Florita                 | Cocina                         |
| Florita aconseja                     |                                |
| Detallitos                           |                                |
| Balbuceos                            | Fotografías de bebés           |

Hay que mencionar las siguientes historietas:
| Aparición | Número | Título                       | Autoría                                            | Comentario                           |
| --------- | ------ | ---------------------------- | -------------------------------------------------- | ------------------------------------ |
| 1949      | 1      | Florita                      | Vicente Roso Ripoll G. (1957) Pérez Fajardo (1958) |                                      |
|           |        | Belinda                      | Steve Dowling                                      | Tira de prensa británica             |
| 1949      | 1      | Juanito, Panchita y Dña Cata | Francisco Darnís                                   |                                      |
| 1949      | 1      | Mopsy                        | Gladys Parker                                      | Tira de prensa estadounidense        |
| 1949      | 1      | Lalita                       | Pili Blasco                                        |                                      |
| 1953      |        | Luisa                        | Carmen Barbará                                     |                                      |
| 1954-1958 |        | Jane                         | Jorge Buxade                                       |                                      |
|           |        | Marcela                      | Jesús Blasco                                       |                                      |
|           |        | Lizy                         |                                                    |                                      |
|           |        | Pilili                       | Salvador Mestres                                   |                                      |
|           |        | Maritina                     | Ripoll G.                                          |                                      |
|           |        | Rita ya lo sabía             | Ripoll G.                                          |                                      |
|           |        | Rosy                         | Julio Ribera                                       |                                      |
|           |        | Mary Angeles es así          | Sabatés                                            |                                      |
|           |        | Dalia y Dora                 | Dick Brooks                                        |                                      |
| 1955      |        | Eva y Julieta Jones          | Stan Drake                                         | Tira de prensa estadounidense        |
| 1955      |        | Mary-Paz                     | Gin                                                | Nueva                                |
| 1955      |        | Susi                         | Gin                                                | Nueva                                |
| 1957      |        | Lili Hotesse de l'Air        | Christian Mathelot                                 | Imitada en Lilian, azafata del aire. |

Se convirtió en el tebeo femenino de mayor popularidad de principios de los años cincuenta logrando tiradas de 100.000 ejemplares
En 1952 obtuvo la autorización de la Dirección General de Prensa para su publicación periódica, junto a otros muchos tebeos, gracias al nuevo marco jurídico. Con ello, aumentó sobremanera la competencia, sobreviviendo sólo aquellos que mejor satisfacían las aspiraciones y necesidades de sus lectores.
Florita alcanzó los 490 números en su primera época.

## Segunda época: 1958
La cabecera fue adquirida en 1958 por Hispano Americana, la cual editó otros 100 números (los que van del 491 al 590).
| Aparición | Número | Título           | Autoría        | Comentario |
| --------- | ------ | ---------------- | -------------- | ---------- |
| 1958      |        | Yo te contaré... | Carmen Barbará |            |

## Valoración e importancia
"Florita" estaba animada por el espíritu de la nueva clase media española, que aspiraba a progresar económica y socialmente. También representaba el paso desde el tebeo de hadas a las nueva historieta romántica.
Con todo ello, se separaba de los valores de la autarquía que podían representar cuadernos como "Azucena" o "Ardillita".
Dado su éxito, la propia editorial Cliper lanzó "Lupita" y Editorial Valenciana, "Mariló". También Consuelo Gil se vio obligada a sustituir "Mis Chicas" por "Chicas", dirigida a lectoras de más edad.